# Burmannia (plante)
Pour les articles homonymes, voir Burmannia.
Genre
Burmannia est un genre de plantes de la famille des Burmanniaceae.

## Liste d'espèces
Selon Catalogue of Life (17 septembre 2017) :
- Burmannia alba Mart.
- Burmannia aprica (Malme) Jonker
- Burmannia australis Malme
- Burmannia bengkuluensis Tsukaya & Darnaedi
- Burmannia bicolor Mart.
- Burmannia bifaria J.J.Sm.
- Burmannia biflora L.
- Burmannia candelabrum Gagnep.
- Burmannia candida Griff. ex Hook.f.
- Burmannia capitata (Walter ex J.F.Gmel.) Mart.
- Burmannia championii Thwaites
- Burmannia chinensis Gand.
- Burmannia cochinchinensis Gagnep.
- Burmannia coelestis D.Don
- Burmannia compacta Maas & H.Maas
- Burmannia connata Jonker
- Burmannia cryptopetala Makino
- Burmannia damazii Beauverd
- Burmannia dasyantha Mart.
- Burmannia disticha L.
- Burmannia engganensis Jonker
- Burmannia filamentosa D.X.Zhang & R.M.K.Saunders
- Burmannia flava Mart.
- Burmannia foliosa Gleason
- Burmannia geelvinkiana Becc.
- Burmannia gracilis Ridl.
- Burmannia grandiflora Malme
- Burmannia hexaptera Schltr.
- Burmannia indica Jonker
- Burmannia itoana Makino
- Burmannia jonkeri Benthem & Maas
- Burmannia juncea Sol. ex R.Br.
- Burmannia kalbreyeri Oliv.
- Burmannia larseniana D.X.Zhang & R.M.K.Saunders
- Burmannia latialata Pobég.
- Burmannia ledermannii Jonker
- Burmannia longifolia Becc.
- Burmannia luteoalba Gagnep.
- Burmannia lutescens Becc.
- Burmannia madagascariensis Baker
- Burmannia malasica Jonker
- Burmannia micropetala Ridl.
- Burmannia nepalensis (Miers) Hook.f.
- Burmannia oblonga Ridl.
- Burmannia polygaloides Schltr.
- Burmannia pusilla (Miers) Thwaites
- Burmannia sanariapoana Steyerm.
- Burmannia sphagnoides Becc.
- Burmannia steenisii Jonker
- Burmannia stricta Jonker
- Burmannia stuebelii Hieron. & Schltr.
- Burmannia subcoelestis Gagnep.
- Burmannia tenella Benth.
- Burmannia tenera (Malme) Jonker
- Burmannia tisserantii Schltr.
- Burmannia vaupesiana Benthem & Maas
- Burmannia wallichii (Miers) Hook.f.

Selon GRIN (17 septembre 2017) :
- Burmannia bicolor Mart.
- Burmannia disticha L.

Selon ITIS (17 septembre 2017) :
- Burmannia biflora L.
- Burmannia capitata (J.F. Gmel.) Mart.
- Burmannia flava Mart.
- Burmannia ledermannii Jonker

Selon World Checklist of Selected Plant Families (WCSP) (17 septembre 2017) :
- Burmannia alba Mart. (1824)
- Burmannia aprica (Malme) Jonker (1938)
- Burmannia australis Malme, Bih. Kongl. Svenska Vetensk.-Akad. Handl. 22(3 (1896)
- Burmannia bengkuluensis Tsukaya & Darnaedi (2012)
- Burmannia bicolor Mart. (1824)
- Burmannia bifaria J.J.Sm. (1914)
- Burmannia biflora L. (1753)
- Burmannia candelabrum Gagnep. (1907)
- Burmannia candida Griff. ex Hook.f. (1888)
- Burmannia capitata (Walter ex J.F.Gmel.) Mart. (1824)
- Burmannia championii Thwaites (1864)
- Burmannia chinensis Gand. (1919 publ. 1920)
- Burmannia cochinchinensis Gagnep. (1907)
- Burmannia coelestis D.Don (1825)
- Burmannia coerulea Aver. (2005)
- Burmannia compacta Maas & H.Maas (1986)
- Burmannia connata Jonker (1938)
- Burmannia cryptopetala Makino (1913)
- Burmannia damazii Beauverd, Bull. Herb. Boissier, sér. 2, 5: 948, 1081 (1905)
- Burmannia dasyantha Mart. (1824)
- Burmannia disticha L. (1753)
- Burmannia engganensis Jonker (1938)
- Burmannia filamentosa D.X.Zhang & R.M.K.Saunders (2000 publ. 2001)
- Burmannia flava Mart. (1824)
- Burmannia foliosa Gleason (1931)
- Burmannia geelvinkiana Becc. (1878)
- Burmannia gracilis Ridl. (1890)
- Burmannia grandiflora Malme, Bih. Kongl. Svenska Vetensk.-Akad. Handl. 22(3 (1896)
- Burmannia hexaptera Schltr. (1906)
- Burmannia indica Jonker (1938)
- Burmannia itoana Makino (1913)
- Burmannia jonkeri Benthem & Maas (1981)
- Burmannia juncea Sol. ex R.Br. (1810)
- Burmannia kalbreyeri Oliv. (1881)
- Burmannia larseniana D.X.Zhang & R.M.K.Saunders (1999)
- Burmannia latialata Pobég. (1906)
- Burmannia ledermannii Jonker (1938)
- Burmannia longifolia Becc. (1878)
- Burmannia luteoalba Gagnep. (1907)
- Burmannia lutescens Becc. (1878)
- Burmannia madagascariensis Baker, J. Linn. Soc. (1883)
- Burmannia malasica Jonker (1938)
- Burmannia micropetala Ridl., Trans. Linn. Soc. London (1916)
- Burmannia nepalensis (Miers) Hook.f. (1888)
- Burmannia oblonga Ridl. (1904)
- Burmannia polygaloides Schltr. (1905)
- Burmannia pusilla (Miers) Thwaites (1864)
- Burmannia sanariapoana Steyerm., Fieldiana (1951)
- Burmannia sphagnoides Becc. (1878)
- Burmannia steenisii Jonker (1938)
- Burmannia stricta Jonker (1938)
- Burmannia stuebelii Hieron. & Schltr. (1916)
- Burmannia subcoelestis Gagnep. (1907)
- Burmannia tenella Benth. (1855)
- Burmannia tenera (Malme) Jonker (1938)
- Burmannia tisserantii Schltr. (1925)
- Burmannia unguiculata Aver. (2005)
- Burmannia vaupesiana Benthem & Maas (1981)
- Burmannia wallichii (Miers) Hook.f. (1888)

Selon NCBI (17 septembre 2017) :
- Burmannia alba
- Burmannia bengkuluensis
- Burmannia bicolor
- Burmannia biflora
- Burmannia capitata
- Burmannia coelestis
- Burmannia damazii
- Burmannia densiflora
- Burmannia disticha
- Burmannia flava
- Burmannia hexaptera
- Burmannia itoana
- Burmannia juncea
- Burmannia latialata
- Burmannia ledermannii
- Burmannia longifolia
- Burmannia lutescens
- Burmannia madagascariensis
- Burmannia nepalensis
- Burmannia oblonga
- Burmannia pusilla
- Burmannia sphagnoides
- Burmannia stuebelii
- Burmannia wallichii

Selon The Plant List (17 septembre 2017) :
- Burmannia alba Mart.
- Burmannia aprica (Malme) Jonker
- Burmannia australis Malme
- Burmannia bicolor Mart.
- Burmannia bifaria J.J.Sm.
- Burmannia biflora L.
- Burmannia candelabrum Gagnep.
- Burmannia candida Griff. ex Hook.f.
- Burmannia capitata (Walter ex J.F.Gmel.) Mart.
- Burmannia championii Thwaites
- Burmannia chinensis Gand.
- Burmannia cochinchinensis Gagnep.
- Burmannia coelestis D.Don
- Burmannia compacta Maas & H.Maas
- Burmannia connata Jonker
- Burmannia cryptopetala Makino
- Burmannia damazii Beauverd
- Burmannia dasyantha Mart.
- Burmannia disticha L.
- Burmannia engganensis Jonker
- Burmannia filamentosa D.X.Zhang & R.M.K.Saunders
- Burmannia flava Mart.
- Burmannia foliosa Gleason
- Burmannia geelvinkiana Becc.
- Burmannia gracilis Ridl.
- Burmannia grandiflora Malme
- Burmannia hexaptera Schltr.
- Burmannia indica Jonker
- Burmannia itoana Makino
- Burmannia jonkeri Benthem & Maas
- Burmannia juncea Sol. ex R.Br.
- Burmannia kalbreyeri Oliv.
- Burmannia larseniana D.X.Zhang & R.M.K.Saunders
- Burmannia latialata Pobég.
- Burmannia ledermannii Jonker
- Burmannia longifolia Becc.
- Burmannia luteoalba Gagnep.
- Burmannia lutescens Becc.
- Burmannia madagascariensis Baker
- Burmannia malasica Jonker
- Burmannia micropetala Ridl.
- Burmannia nepalensis (Miers) Hook.f.
- Burmannia oblonga Ridl.
- Burmannia polygaloides Schltr.
- Burmannia pusilla (Miers) Thwaites
- Burmannia sanariapoana Steyerm.
- Burmannia sphagnoides Becc.
- Burmannia steenisii Jonker
- Burmannia stricta Jonker
- Burmannia stuebelii Hieron. & Schltr.
- Burmannia subcoelestis Gagnep.
- Burmannia tenella Benth.
- Burmannia tenera (Malme) Jonker
- Burmannia tisserantii Schltr.
- Burmannia vaupesiana Benthem & Maas
- Burmannia wallichii (Miers) Hook.f.

Selon Tropicos (17 septembre 2017) (Attention liste brute contenant possiblement des synonymes) :
- Burmannia alba Mart.
- Burmannia amazonica Schltr.
- Burmannia aprica (Malme) Jonker
- Burmannia aptera Schltr.
- Burmannia australis Malme
- Burmannia azurea Griff.
- Burmannia bakeri Hochr.
- Burmannia bancana Miq.
- Burmannia bicolor Mart.
- Burmannia bifaria J.J. Sm.
- Burmannia bifida Gagnep.
- Burmannia biflora L.
- Burmannia bifurca Ham. ex Hook. f.
- Burmannia blanda Gilg
- Burmannia borneensis Gand.
- Burmannia brachyphylla Willd. ex Schult. & Schult. f.
- Burmannia brachystachya Miq.
- Burmannia bracteosa Gleason
- Burmannia candelabrum Gagnep.
- Burmannia candida (Blume) Griff.
- Burmannia capensis Mart.
- Burmannia capitata (Walter ex J.F. Gmel.) Mart.
- Burmannia carrenoi Steyerm.
- Burmannia championii Thwaites
- Burmannia chariensis Schltr.
- Burmannia chinensis Gand.
- Burmannia chionantha Schltr.
- Burmannia clementis Schltr.
- Burmannia cochinchinensis Gagnep.
- Burmannia coelestis D. Don
- Burmannia compacta Maas & H. Maas
- Burmannia congesta Jonker
- Burmannia connata Jonker
- Burmannia cryptopetala Makino
- Burmannia dalzieli Rendle
- Burmannia damazii Beauverd
- Burmannia dasyantha Mart.
- Burmannia daxikangensis (Y.B. Chang & Z. Wei) S.C. Chen & H. Li
- Burmannia densiflora Schltr.
- Burmannia disticha L.
- Burmannia engganensis Jonker
- Burmannia fadouensis H. Li
- Burmannia filamentosa D.X. Zhang & R.M.K. Saunders
- Burmannia flava Mart.
- Burmannia flavula C. Wright
- Burmannia foliosa Gleason
- Burmannia geelvinkiana Becc.
- Burmannia gjellerupii J.J. Sm.
- Burmannia gonyantha Hochr.
- Burmannia gracilis Ridl.
- Burmannia graminifolia Warb.
- Burmannia grandiflora Malme
- Burmannia griffithii Becc.
- Burmannia herthae G.M. Schulze
- Burmannia hexaptera Schltr.
- Burmannia hunanensis K.M. Liu & C.L. Long
- Burmannia indica Jonker
- Burmannia inhambanensis Schltr.
- Burmannia itoana Makino
- Burmannia japonica Maxim. ex Matsum.
- Burmannia javanica Blume
- Burmannia jonkeri Benthem & Maas
- Burmannia juncea Sol. ex R. Br.
- Burmannia kalbreyeri Oliv.
- Burmannia larseniana D.X. Zhang & R.M.K. Saunders
- Burmannia latialata Pobég.
- Burmannia le-testui Schltr.
- Burmannia ledermannii Jonker
- Burmannia leucantha Schltr.
- Burmannia liberica Engl.
- Burmannia liukiuensis Hayata
- Burmannia longifolia Becc.
- Burmannia luteo-alba Gagnep.
- Burmannia lutescens Becc.
- Burmannia madagascariensis Mart.
- Burmannia malaccensis Gand.
- Burmannia malasica Jonker
- Burmannia micropetala Ridl.
- Burmannia nana Fukuy. & T. Suzuki
- Burmannia nepalensis (Miers) Hook. f.
- Burmannia novae-hiberniae Schltr.
- Burmannia oblonga Ridl.
- Burmannia obscurata Schltr.
- Burmannia paniculata Willd. ex Schult. f.
- Burmannia papillosa Stapf
- Burmannia pingbienensis H. Li
- Burmannia polygaloides Schltr.
- Burmannia pusilla Thwaites
- Burmannia quadriflora Willd. ex Schult. & Schult. f.
- Burmannia rigida Gand.
- Burmannia sanariapoana Steyerm.
- Burmannia selebica Becc.
- Burmannia sellowiana Seub.
- Burmannia sphagnoides Becc.
- Burmannia steenisii Jonker
- Burmannia stricta Jonker
- Burmannia stuebelii Hieron. & Schltr.
- Burmannia subcoelestis Gagnep.
- Burmannia sumatrana Miq.
- Burmannia takeoi Hayata
- Burmannia tenella Benth.
- Burmannia tenera (Malme) Jonker
- Burmannia tisserantii Schltr.
- Burmannia tridentata Becc.
- Burmannia triflora Roxb.
- Burmannia tuberosa Becc.
- Burmannia uniflora Rottler ex Spreng.
- Burmannia urazii Masam.
- Burmannia vaupesana Benthem & Maas
- Burmannia wallichii (Miers) Hook. f.
- Burmannia welwitschii Schltr.
- Burmannia wercklei Schltr.